# Hydnophora pilosa
Hydnophora pilosa là một loài san hô trong họ Merulinidae. Loài này được Veron mô tả khoa học năm 1985.